# Gaivota-do-rabo-de-andorinha
A gaivota-do-rabo-de-andorinha (Creagrus furcatus), também conhecida popularmente como gaivota das Ilhas Galápagos é uma ave marinha equatorial da família Laridae (larídeos) das gaivotas. É a única espécie do gênero Creagrus (termo que deriva do latim Creagra pelo grego kreourgos, "açougueiro", de kreas, "carne"). Foi descrita pela primeira vez pelo naturalista francês e cirurgião Adolphe-Simon Neboux, em 1846. Seu nome científico é originalmente derivado da palavra grega para gaivota, "Glaros", via latim Larus, "gaivota", e furca, "forquilha de duas pontas". Passa a maior parte de sua vida a voar e a caçar no oceano aberto. O principal local de reprodução é nas Ilhas Galápagos, em particular as margens rochosas e nos penhascos das ilhas Hood, Tower e Wolf, com números significativamente mais baixos na maioria das outras ilhas. É mais comum nas ilhas do leste onde a água está mais quente.

## Descrição
A gaivota-do-rabo-de-andorinha não possui diferenças estruturais ou de plumagem entre machos e fêmeas. Na época de reprodução, o adulto tem uma cabeça preta emplumada e uma borda carnuda vermelha brilhante ao redor de cada olho. Fora da estação de reprodução, a cabeça é branca e a borda do olho fica preta. Tem o peito superior acinzentado, manto cinza e as pontas das asas pretas. A cauda na maior parte preta tem uma ponta branca contrastante.

## Visão noturna
Para enxergarem enquanto procuram alimentos durante a noite, os olhos desta gaivota são maiores em tamanho e volume que os de qualquer outra gaivota. Eles também possuem um tapetum lucidum na parte de trás do olho que reflete a luz através da retina, aumentando a quantidade de luz disponível para as células fotorreceptoras.

## Melatonina
Um estudo dos níveis de melatonina das gaivotas-do-rabo-de-andorinha descobriu que elas não tinham um ritmo diário mensurável de melatonina, enquanto que uma gaivota diurna que foi escolhida para comparação apresentava o nível de melatonina mais alto esperado para as aves ativas no dia. Os níveis altos de melatonina geralmente fazem com que as aves estejam predispostas ao sono. Ainda não se sabe se os níveis de melatonina são uma causa ou um efeito da atividade noturna das gaivotas.

## Distribuição ehabitat
A gaivota é um pássaro reprodutor quase endêmico das Ilhas Galápagos, embora alguns pares aninhem na Ilha de Malpelo ao largo da costa da Colômbia. Quando não se reproduz, é totalmente pelágica, voando e caçando sobre os oceanos abertos e migrando para o leste, até as costas do Equador e do Peru.

## Comportamento

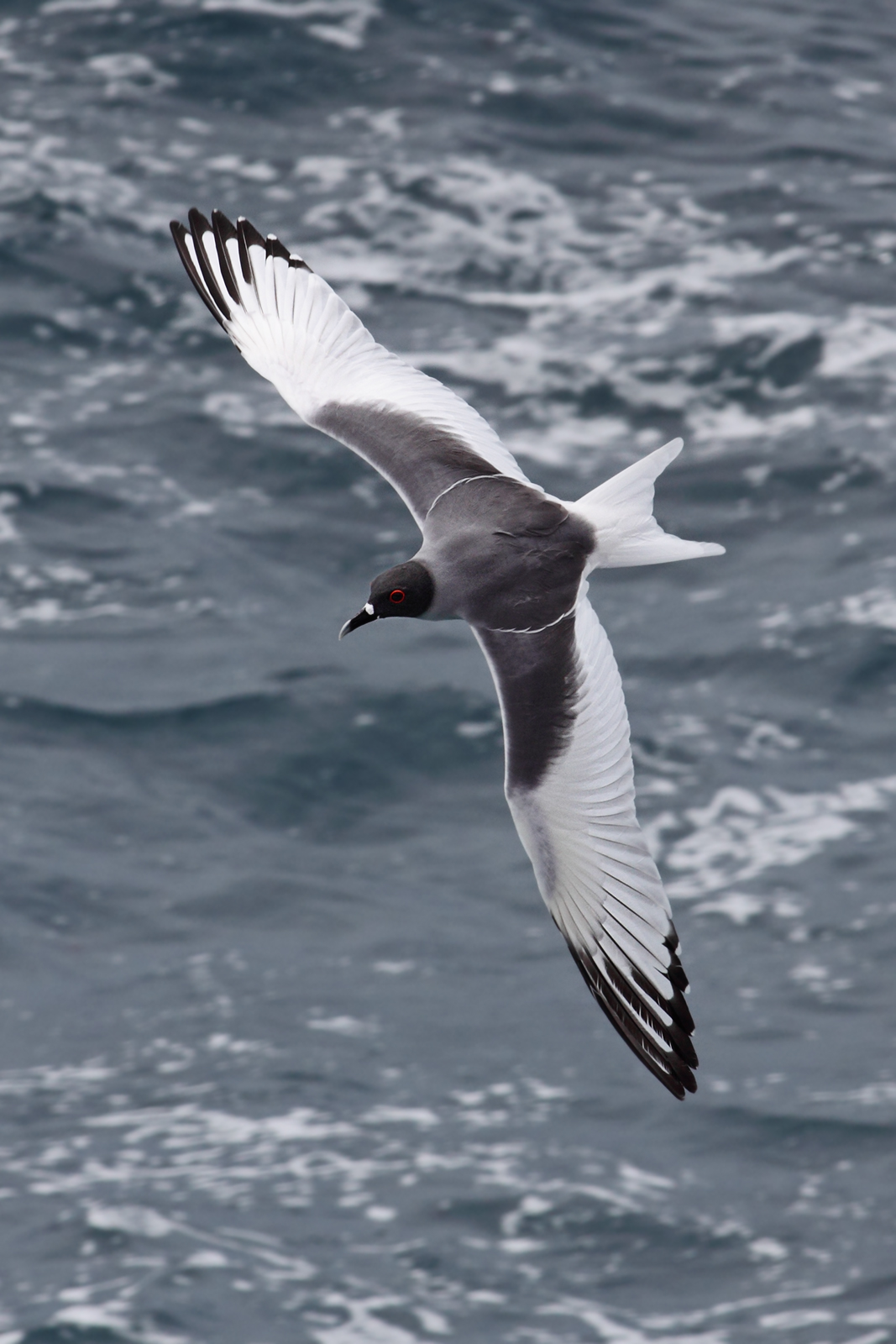
Visão dorsal

### Comida e alimentação
A gaivota-do-rabo-de-andorinha é a única entre as gaivotas cuja alimentação é exclusivamente noturna, principalmente em peixes e lulas que se elevam à superfície à noite para se alimentar de plânctons. Sai da colônia como um rebanho ao anoitecer, com uma grande quantidade de gritos e exibição.

## Comunicação
A comunicação e as exibições são bastante diferentes das outras gaivotas, mais parecidas com as vocalizações da gaivota-de-sabine. A chamada mais alta e mais comummente ouvida é um alarme denominado "chocalho e assobio", gorgolejo feito com a cabeça movendo-se de lado a lado. Este chamado é contagioso, com outros pássaros se ajuntando sem ver a causa. Um kweek, kweek, kweek, alto e rápido, é o chamado de saudação entre os companheiros, feito com a cabeça e o pescoço curvados para o chão.

## Reprodução

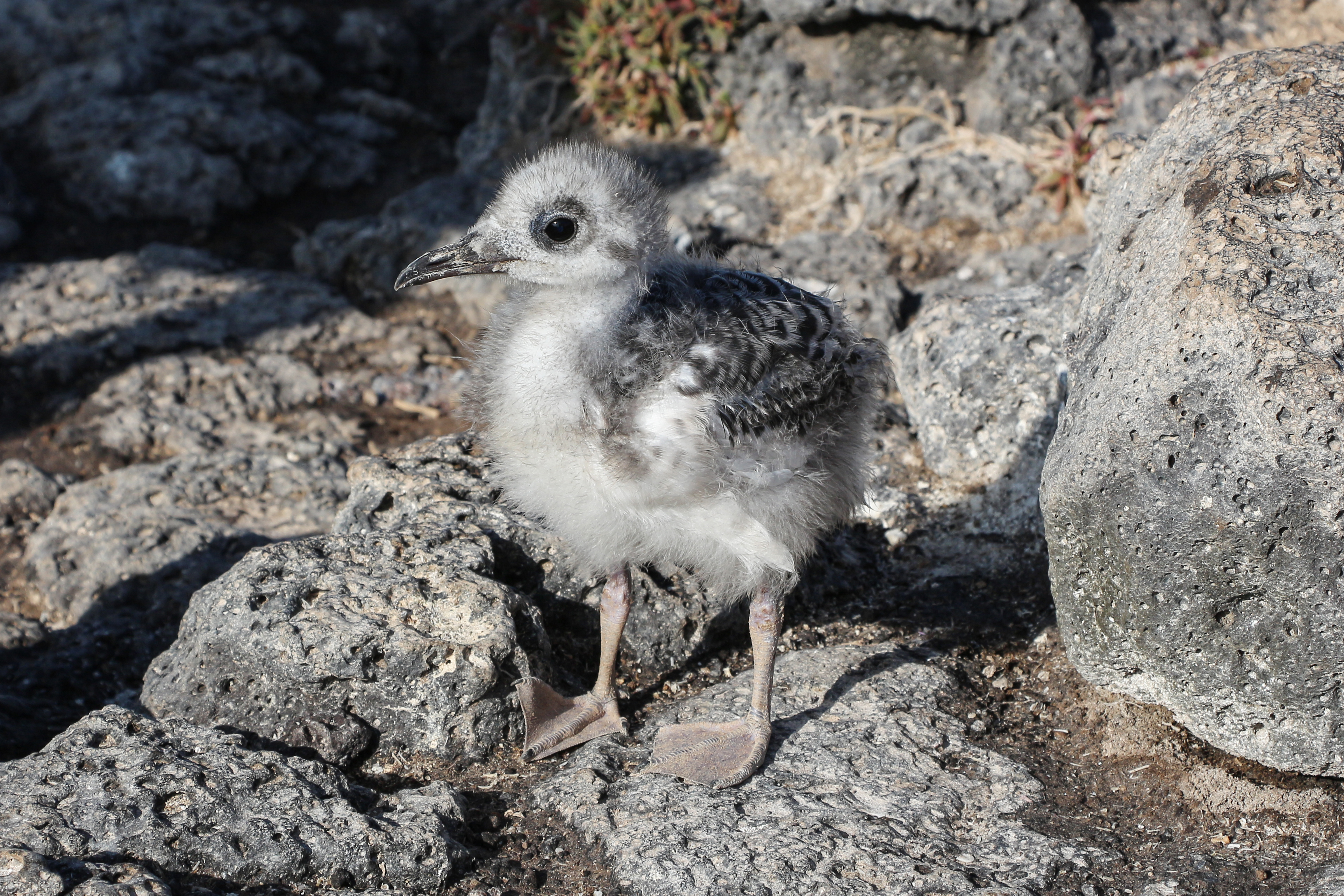
Gaivota-do-rabo-de-andorinha jovem nas Ilhas Galápagos

A gaivota-do-rabo-de-andorinha tem sua ninhada aproximadamente aos 5 anos de idade, com os casais frequentemente ficando juntos de um ano para o outro. A maioria das raças ao longo do ano se agrupam em colônias misturadas nas falésias das Ilhas Galápagos, às vezes em áreas planas, e os alimentos para os jovens são caçados nos mares próximos das colônias de nidificação. O ninho é feito em uma pequena plataforma em um penhasco, geralmente a menos de dez metros acima do nível do mar, cobrindo o solo rochoso com pequenos pedaços de lava, coral branco e ouriço-do-mar, que impedem o ovo de rolar. Os pássaros de aninhamento tendem a enfrentar o penhasco, um hábito comum entre as gaivotas exclusivamente de penhasco, como a gaivota-tridáctila. A fêmea geralmente coloca um ovo salpicado na tentativa de reprodução. Elas são criadoras assíncronas (podem reproduzir em qualquer época do ano) e seguem um ciclo de nove meses, ou menos, se um ovo ou um filhote não tiver sucesso. O ovo geralmente é incubado por 31–34 dias. Uma fêmea faz seu primeiro voo em 60–70 dias de idade e é alimentada pelos adultos até cerca de 90 dias, quando sai da terra, possivelmente com os adultos, para viver ao longo dos mares abertos.

## Status

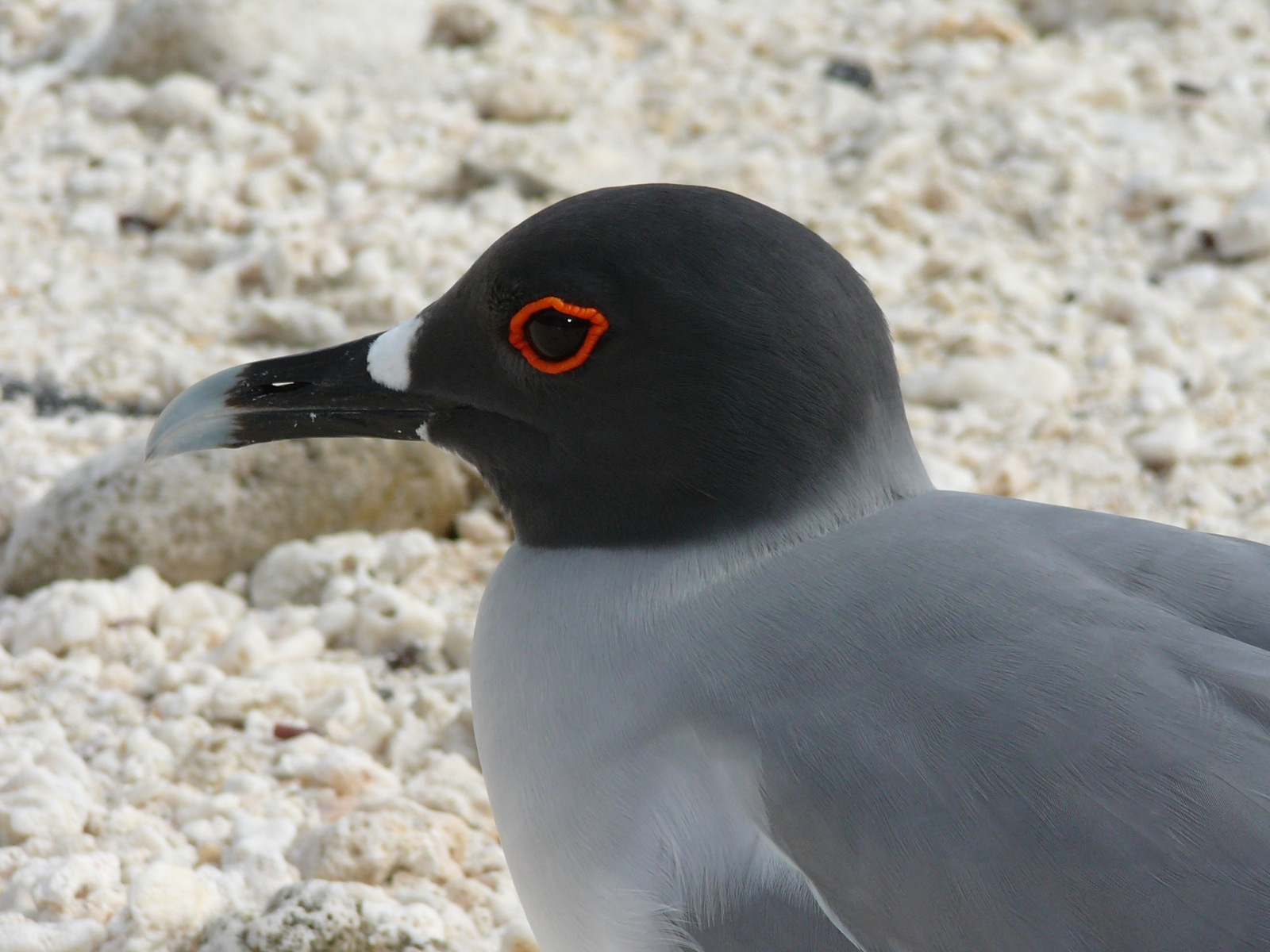
Detalhe da cabeça e do pescoço de um adulto nas Ilhas Galápagos. Sua plumagem e o anel vermelho ao redor de seu olho mostram que está em condições de reprodução.

As tendências de população não foram estimadas, mas não se acredita que elas estejam ameaçadas. A população foi estimada em cerca de 35 mil indivíduos quando foi considerada pela última vez em 2004.